# 須佐美隆三
須佐美 隆三（すさみ りゅうぞう、1924年 - 2003年12月7日）は日本の歯科医師、歯学者。元金沢医科大学医学部矯正歯科学教室教授。下顎前突者の骨格的特徴の研究で知られる。

## 経歴
1924年台湾基隆市生まれ。1950年に大阪歯科医学専門学校を卒業。大阪大学講師、助教授を経て、1975年より金沢医科大学医学部矯正歯科学教室教授。1994年より同名誉教授。
1968年 大阪大学より 歯学博士号を得る。論文の題は「下顎前突者の顎顔面頭蓋形態の年令的推移に関するX線計測学的研究 」。
2003年、死去。

## 著作
- 須佐美隆三 著「2章 成長と発育 I 概論 ・II 頭部の成長発育 ・ III 脳頭蓋の成長発育 ・ IV 顔面頭蓋の成長発育」、山内和夫、作田守 編『歯学生のための歯科矯正学』医歯薬出版、1992年8月。ISBN 978-4-263-45132-8。
- 須佐美隆三、高田保之 著「20章　不正咬合の予防高田保之」、山内和夫、作田守 編『歯学生のための歯科矯正学』医歯薬出版、1992年8月。ISBN 978-4-263-45132-8。
- 須佐美隆三 編『臨床 反対咬合』医歯薬出版、1997年4月。ISBN 978-4-263-45362-9。